# Samuel Pallache
Pour les articles homonymes, voir Pallache.
 (mai 2017).
Si vous disposez d'ouvrages ou d'articles de référence ou si vous connaissez des sites web de qualité traitant du thème abordé ici, merci de compléter l'article en donnant les références utiles à sa vérifiabilité et en les liant à la section « Notes et références ».
Samuel Pallache (en arabe : صامويل آل بالاتش, en hébreu : 'שמואל פאלאץ, Shmuel Palach) (1550 - 4 février 1616) est un marchand, diplomate et pirate juif marocain de la famille Pallache qui, en tant qu'émissaire du souverain marocain, conclut un traité avec la République néerlandaise en 1608. Il a également une formation de rabbin. Il est probablement un ancêtre de Haim Palachi (en).

## Biographie
Samuel Pallache est né à Fès, au Maroc. Son père, Isaac Pallache, était un rabbin, mentionné pour la première fois dans le Taqqanot en 1588. Son frère était Joseph Pallache et son oncle était le grand rabbin de Fès Judah Uziel. Son fils Isaac Uziel était un rabbin de la communauté Neve Shalom à Amsterdam. 
Sa famille est originaire de l'Andalousie, où son père avait servi de rabbin à Cordoue. Selon le Professeur Mercedes García-Arenal, « les Pallaches étaient une famille séfarade qui  peut-être descend de Bene Palyāj mentionné par le chroniqueur du XIIe siècle Abraham ibn Dawd Halevi comme "la plus grande des familles de Cordoue" ». 
Dans la première moitié du XVIe siècle, après la conquête chrétienne de l'Espagne musulmane (la Reconquista), la famille a fui vers le Maroc.
Le nom de famille est écrit «Palache» sur son certificat de décès.  Il a signé son nom aussi « Palacio » et « Palatio », d'autres documents néerlandais montrent « Palatio », « Palachio » et « Palazzo ».  Alors que la famille s'étendait hors de la péninsule Ibérique, les orthographes incluaient : de Palatio, al-Palas, Pallas, Palaggi, Balyash, ainsi que Palacci, Palaty, Palatie, et Paliache Il y a aussi des Juifs tunisiens avec les noms de famille « Palatgi » et « Paligi ». Palacci est classé comme un nom séfarade espagnol :  Pallache est répertorié comme un nom portugais séfarade.

## Carrière
Pallache arrive aux Pays-Bas entre 1590 et 1597. En 1591, Middelbourg lui offre un permis de résidence, mais les pasteurs protestants  protestent. 
Après la visite d'une délégation de la République néerlandaise au Maroc, pour discuter d'une alliance commune contre l'Espagne et les pirates barbaresques, le sultan Zaidan el-Nasir  en 1608 nommé le marchand Samuel Pallache comme son envoyé au gouvernement néerlandais à La Haye. Officiellement, Pallache sert comme son « agent », et non comme ambassadeur.
Le 23 juin, 1608, Pallache rencontre le stathouder Maurice de Nassau et les États généraux à La Haye pour négocier une alliance d'entraide contre l'Espagne. Le 24 décembre 1610, les deux pays signent le Traité d'amitié et de commerce libre, un accord reconnaissant le commerce libre entre les Pays-Bas et au Maroc, permettant au sultan d'acheter des navires, armes et munitions des Pays-Bas. C'est l'un des premiers traités officiels entre un pays européen et une nation non chrétienne, après les traités du XVIe siècle de l'alliance franco-ottomane.
Les recherches montrent que Pallache est un agent double. Il maintient des liens étroits avec la cour d'Espagne et transmet des informations classifiées sur les relations maroco-néerlandaises à l'Espagne. En même temps, il passe des informations sur l'Espagne aux Pays-Bas et au Maroc. Lorsque cela est découvert, il tombe en disgrâce auprès du sultan. En plus de ses affaires diplomatiques, Pallache poursuit ses activités en tant que marchand, négociant activement entre les Pays-Bas et le Maroc. Il obtient la permission du prince Maurice aussi pour les activités corsaires. Les produits obtenus en piratant ces marchandises sont vendus le long de la côte marocaine.

## Fin de vie
En 1614, Pallache, après avoir capturé un navire portugais, ne peut amener sa cargaison à terre au Maroc pour ensuite naviguer pour les Pays-Bas. Une tempête le force à se réfugier dans un port où, à la demande de l'ambassadeur d'Espagne, il est arrêté et emprisonné. Finalement, le prince Maurice vient à son aide et le ramené aux Pays-Bas. Cependant, ayant perdu tout son argent, il tombe malade peu après.
Il meurt le 4 février 1616 à La Haye et est enterré dans le cimetière Beth Haim d'Ouderkerk sur l'Amstel, cimetière de la communauté juive.